# Joy Bryant
Joy Bryant (New York, 18 oktober 1974) is een Amerikaans model en actrice.

## Biografie
Joy Bryant werd geboren in het New Yorkse stadsdeel The Bronx en is van eenvoudige komaf. Haar moeder was 15 toen ze geboren werd. Dankzij haar intelligentie kon ze een beurs krijgen waarmee ze aan de befaamde Yale-universiteit ging studeren. Tijdens die studies werd ze ontdekt als model. Ze ging in Parijs als model werken en brak haar studies af. Als model werkte ze onder meer voor Tommy Hilfiger en Victoria's Secret.
In 2001 kwam vervolgens haar acteerdebuut in de televisiefilm Carmen: A Hip Hopera. Een jaar later volgde haar doorbraak in de film Antwone Fisher van Denzel Washington. In 2005 speelde ze in de films The Skeleton Key, London en Get Rich or Die Tryin'. Bryant trouwde in 2008 met stuntman Dave Pope.

## Discografie

### Dvd's
| Dvd's met hitnoteringen in de Nederlandse Music Top 30 | Datum van verschijnen | Datum van binnenkomst | Hoogste positie | Aantal weken | Opmerkingen                |
| ------------------------------------------------------ | --------------------- | --------------------- | --------------- | ------------ | -------------------------- |
| Rhythm City Volume one: Caught up                      | 2005                  | 19-03-2005            | 23              | 4            | met Usher & Clifton Powell |